# Thelenella inductula
Thelenella inductula är en lavart som först beskrevs av William Nylander och fick sitt nu gällande namn av Helmut Mayrhofer. 
Thelenella inductula ingår i släktet Thelenella och familjen Thelenellaceae.   Inga underarter finns listade i Catalogue of Life.